# Aeroportul Ouzinkie
Aeroportul Ouzinkie (IATA: KOZ, FAA LID: 4K5) este un aeroport din Alaska, Statele Unite ale Americii ce deservește zona Ouzinkie⁠(d). Aeroportul a fost tranzitat în 2019 de 2.516 pasageri. A fost numit după zona deservită.
Situat la o altitudine de 30 m, aeroportul dispune de 1 pistă.

## Infrastructură

### Piste
Aeroportul dispune de o singură pistă. Pista 08/26 are suprafața de pietriș și dimensiunile 3.300 picioare × 60 picioare. 